# Jerome Edward Listecki
Jerome Edward Listecki (Chicago, 1949. március 12. –), amerikai katolikus pap, Milwaukee érseke.

## Élete
Jerome Listeckit 1975. május 14-én szentelte fel John Cody bíboros, ccicagói érsek.
2000. november 7-én II. János Pál pápa Nara címzetes püspökévé és Chicagói segédpüspökké nevezte ki. Chicagó érseke, Franz George  bíboros 2001. január 8-án szentelte püspökké társszentelő volt az oregoni Portland érseke, John George Vlazny és Kansas City érseke, James Patrick Keleher. 2004. december 29-én II. János Pál pápa kinevezte La Crosse püspökévé. A beiktatásra 2005. március 1-jén került sor. 2009. 
november 14-én XVI. Benedek pápa nevezte ki Milwaukee érsekének. Az avatásra 2010. január 4-én került sor.

## Fordítás
Ez a szócikk részben vagy egészben  a   Jerome Listecki című német Wikipédia-szócikk fordításán alapul.  Az eredeti cikk szerkesztőit annak laptörténete sorolja fel. Ez a jelzés csupán a megfogalmazás eredetét és a szerzői jogokat jelzi, nem szolgál a cikkben szereplő információk forrásmegjelöléseként.